# Rhys Webb
Rhys "Spider" Webb är en brittisk musiker. Han spelar elbas i det brittiska bandet The Horrors. Han har även bandet Spider and the Flies tillsammans The Horrors keyboardist Tomethy Furse.